# Парламентские выборы в Бельгии (1961)
Парламентские выборы 1961 года в Бельгии состоялись 26 марта. На предыдущих парламентских выборах победу одержали правые социал-христиане. Они не смогли сформировать устойчивое однопартийное правительство и были вынуждены действовать в коалиции с Либеральной партией.

## Результаты выборов
| Палата представителей | Палата представителей                      | Палата представителей | Палата представителей | Палата представителей | Сенат              | Сенат          | Сенат |
| Партия                | Партия                                     | Голосов               | Мест                  | Δ                     | Голосов            | Мест           | Δ     |
| --------------------- | ------------------------------------------ | --------------------- | --------------------- | --------------------- | ------------------ | -------------- | ----- |
|                       | Социально-христианская партия              | 2 182 652 (41,46%)    | 96                    | ▼ 8                   | 2 200 323 (42,11%) | 47             | ▼ 7   |
|                       | Либеральная партия                         | 649 376 (12,11%)      | 20                    | ▼ 1                   | 637 922 (12,21%)   | 11             | ▲ 1   |
|                       | Партия социальной независимости            | 36 276 (0,69%)        | 1                     | ▲ 1                   | Не участвовали     | Не участвовали |       |
|                       | Социально-христианское движение за свободу | 42 081 (0,80%)        | 1                     | ▲ 1                   | Не участвовали     | Не участвовали |       |
|                       | Бельгийская социалистическая партия        | 1 933 424 (36,72%)    | 84                    | -                     | 1 924 605 (36,84%) | 45             | ▲ 5   |
|                       | Коммунистическая партия Бельгии            | 162 238 (3,08%)       | 5                     | ▲ 3                   | 163 576 (3,13%)    | 1              | -     |
|                       | Фламандский народный союз                  | 182 407 (3,46%)       | 5                     | ▲ 4                   | 159 096 (3,04%)    | 2              | ▲ 2   |
|                       | Другие                                     | 76 581 (1,45%)        | 0                     | -                     | 138 985 (2,66%)    | 0              | -     |
|                       | Всего                                      | 5 265 025 (87,22%)    | 212                   | -                     | 5 224 507 (86,55%) | 106            | -     |

По итогам выборов христианско-либеральная коалиция потерпела поражение, потеряв довольно значительное число мест в парламенте. И хотя Социально-христианская партия вновь получила большинство мест в обеих палатах бельгийского парламента, эти результаты уже никого не могли обмануть и премьер-министр Гастон Эйскенс был вынужден уступить своё место новому лидеру Теодору Лефевру, который сформировал коалиционное правительство с участием представителей своей партии и социалистов. Их лидер Поль-Анри Спаак занял пост вице-премьера и министра иностранных дел.
Следующие парламентские выборы в Бельгии прошли в 1965 году.